# Olímpio Mourão Filho
Pour les articles homonymes, voir Mourão.
Olímpio Mourão Filho (né en 1900 à Diamantina - mort en 1972 à Rio de Janeiro) est un général brésilien, membre de l'Action intégraliste, un mouvement fasciste d'extrême droite, qui initia en 1964 les mouvements de troupes qui menèrent au coup d'État contre le président Jango.

## Biographie
En 1937, le capitaine Olímpio rédigea de faux documents visant à faire croire, peu de temps après l'Intentona comunista de 1935, à un complot communiste visant à prendre le pouvoir avant les élections présidentielles de janvier 1938. Dénommé « Plan Cohen », ce complot créé de toutes pièces fut utilisé par Getúlio Vargas comme l'un des prétextes justifiant la mise en place de l'Estado Novo le 10 novembre 1937. Mais Vargas décida alors d'interdire plusieurs partis politiques, dont l'Action intégraliste, ce qui suscita une tentative de putsch de ces derniers, dénommée Intentona Integralista, le 2 mai 1938. Les leaders de ce soulèvement, dont Mourão, furent faits prisonniers et condamnés, avant d'être amnistiés après avoir juré fidélité au caudillo.
En 1964, devenu général et commandant de la IVe Région militaire à Minas Gerais, Mourão Filho joua un nouveau rôle déterminant dans le coup d'État, en précipitant celui-ci par ses mouvements de troupe, ordonnant à celle-ci de quitter, le 31 mars 1964, Juiz de Fora, pour marcher sur Rio. Le 2 avril 1964, le président du Sénat Auro de Moura Andrade (en) déclara la présidence vacante. Cet empressement risqué lui valut par la suite de tomber en disgrâce parmi les militaires. Il fut toutefois nommé au Tribunal supérieur militaire, étant chargé des interrogatoires de la police militaire. 
La fille de Mourão Filho, Laurita Mourâo de Irazábal, se maria avec un riche hacendero (propriétaire terrien) uruguayen, Rubén Pedro Irazábal Villar, avec qui elle eut 4 enfants. Elle fut nommée diplomate en Espagne puis en France, où elle hébergea notamment le colonel Ramon Trabal la veille de son assassinat, en 1974.

## Source originale partielle
- (français) Cet article est partiellement ou en totalité issu de l’article de Wikipédia en français intitulé « Olímpio Mourão Filho » (voir la liste des auteurs).